# Hongsicun (ort i Kina, Sichuan Sheng, lat 32,21, long 106,65)
Hongsicun (kinesiska: 红四村) är en ort i Kina. Den ligger i provinsen Sichuan, i den sydvästra delen av landet, omkring 300 kilometer nordost om provinshuvudstaden Chengdu. Antalet invånare är 7 006. Befolkningen består av 3 391 kvinnor och 3 615 män. Barn under 15 år utgör 20,0 %, vuxna 15-64 år 70 %, och äldre över 65 år 9,0 %.
Runt Hongsicun är det ganska tätbefolkat, med 172 invånare per kvadratkilometer. Närmaste större samhälle är Dongyu, 19,7 km nordost om Hongsicun. I omgivningarna runt Hongsicun växer i huvudsak blandskog.
Genomsnittlig årsnederbörd är 1 375 millimeter. Den regnigaste månaden är juli, med i genomsnitt 309 mm nederbörd, och den torraste är december, med 3 mm nederbörd.